# Julie Brandt-Glass
Julie Brandt-Glass, nata Julie Brandt e nota anche col derby name Atomatrix (Grand Rapids, 23 febbraio 1979), è una pattinatrice di velocità in-line e giocatrice di roller derby statunitense.

## Carriera
Cominciò la carriera da pattinatrice nella specialità in linea e vinse due medaglie d'oro all'U.S. Olympic Festival del 1995. Nello stesso anno fu campionessa nazionale di sprint, titolo che rivinse nel 1998; nel 1996 e nel 1998 vinse il Downer's Grove Championship, e vinse la medaglia d'oro nella Coppa del mondo 1997. Si prese una breve pausa dall'attività sportiva, durante la quale sposò il collega Doug Glass, e in seguito tornò in attività vincendo una medaglia d'argento ai Giochi Panamericani 1999. Gareggiò anche agli X Games, vincendo la medaglia d'oro nel pattinaggio in linea downhill femminile nel 1998; in seguito vinse la medaglia d'oro ai Giochi Panamericani 2003 e alla Berlin Roller Marathon 2003.
Prese un'altra pausa nel 2002, quando col marito gestì una pista di pattinaggio e una caffetteria a Lebanon, Oregon. Dopo aver assistito ai Giochi olimpici invernali 2002 cominciò ad allenarsi al pattinaggio di velocità su ghiaccio, ottenendo presto un posto nella nazionale statunitense; si allenava a Calgary, e partecipò a diversi eventi di Coppa del Mondo, nonostante la sua scarsa esperienza in questo sport. Tuttavia, decise che le mancava la motivazione per eccellere in questa disciplina, e tornò al pattinaggio in linea.
In seguito si trasferì a Olympia, a lavorare col marito nella loro azienda, la "Atom Wheels", e nel 2007 diede alla luce due gemelli. L'anno seguente assistette ai WFTDA Championships di roller derby, e decise di iniziare a praticare quello sport, col nome di "Atomatrix". Entrò nella lega locale, le Oly Rollers, e fu un membro chiave della squadra che vinse il titolo nazionale nel 2009.
Fu selezionata per partecipare con la nazionale statunitense di roller derby al Campionato mondiale di roller derby 2011. Si trasferì poi in Arizona, dove giocò con le Tent City Terrors della Arizona Roller Derby. Il 21 agosto 2012 fu annunciato che avrebbe lasciato Arizona Roller Derby per tornare alle Oly Rollers. Il trasferimento causò un ampio dibattito, dal momento che Atomatrix viveva ancora in Arizona mentre giocava con le Oly Rollers. Nel 2013 riprese a praticare il pattinaggio in linea e partecipò al campionato del mondo a Ostenda dopo 8 anni di assenza, qualificandosi fra le prime 8 nei 500 m su strada e prima fra le americane nella maratona. Nel 2014 fu nuovamente selezionata nella nazionale statunitense di roller derby per il Campionato mondiale 2014 e tornò a giocare per le Arizona Tent City Terrors.

## Famiglia
Suo fratello, David Brandt, ha giocato a football americano nella NFL.

## Palmarès

### Pattinaggio in linea
- 1 Coppa del mondo (1997)
- 2 medaglie d'oro all'U.S. Olympic Festival (1995)
- 2 titoli statunitensi di pattinaggio in linea sprint (1995 e 1996)
- 2 Downer's Grove Championship (1996 e 1998)
- 2 medaglie ai Giochi Panamericani (argento nel 1999, oro nel 2003)
- 1 medaglia d'oro nel pattinaggio in linea downhill femminile agli X Games (1998)
- 1 Berlin Roller Marathon (2003)

### Roller derby

#### Nazionale
- 2 titoli mondiali (Toronto 2011, Dallas 2014)

#### Squadre di club
- 1 titolo WFTDA (Oly Rollers 2009)